# PROTECT IP Act
De PROTECT IP Act (vaak afgekort als PIPA, voluit in het Engels: Preventing Real Online Threats to Economic Creativity and Theft of Intellectual Property Act of 2011) is een Amerikaans wetsvoorstel, in mei 2011 opgesteld om in de Amerikaanse Senaat ingebracht te worden. Het moet de Amerikaanse overheid en houders van auteursrechten en handelsmerken meer mogelijkheden geven om 'schurkenwebsites' aan te pakken die zich voornamelijk bezighouden met het illegaal doorgeven van auteursrechtelijk beschermd materiaal of de distributie van namaakmerkartikelen. Het wetsvoorstel richt zich daarbij vooral op websites van buiten de Verenigde Staten. Het Amerikaanse ministerie van Justitie zou volgens dit wetsvoorstel de bevoegdheid krijgen om zoekmachines, DNS-servers en bedrijven die online advertenties exploiteren op te dragen een bepaalde website onvindbaar te maken vanuit de Verenigde Staten.
In oktober 2011 werd in het Huis van Afgevaardigden een wetsvoorstel voor de Stop Online Piracy Act (SOPA) ingebracht, die voortbouwt op PIPA.
Onder de voorstanders van PIPA en SOPA bevinden zich veel bedrijven in de amusementsindustrie en andere bedrijven die intellectuele eigendom exploiteren, en belangenorganisaties van werknemers en bedrijven in die industrie. Zij zien in dit voorstel een betere mogelijkheid om de schade te beperken die naar hun zeggen aan de amusementsindustrie wordt aangericht door illegale verspreiding van auteursrechtelijk beschermd materiaal.
Onder de tegenstanders vindt men enkele grote Amerikaanse technologiebedrijven (zoals Google, Yahoo!, Mozilla en Facebook) en organisaties die zich inzetten voor burgerlijke vrijheden en vrije nieuwsgaring. Protesten richten zich met name tegen de (inmiddels afgezwakte) mogelijkheid het DNS-systeem binnen de VS aan te passen en tegen de manier waarop zoekmachines zijn gedefinieerd in het wetsvoorstel, waar bijvoorbeeld naar het oordeel van bedrijfsjurist Geoff Brigham van de Wikimedia Foundation ook websites als Wikipedia onder zouden kunnen vallen.
Naar verwachting zal de Senaat er op 24 januari 2012 over stemmen of het uiteindelijke voorstel kan worden ingediend, nadat het eerder werd geblokkeerd door senator Ron Wyden (Democratische Partij, Oregon). Verschillende grote Amerikaanse websites, waaronder reddit.com en de Engelstalige Wikipedia, werden op 18 januari 2012 enige tijd platgelegd of gingen letterlijk op zwart uit protest tegen PIPA en SOPA.